# Jamie Hickox
Jamie Hickox (* 8. Februar 1964 in Oakville) ist ein ehemaliger britisch-kanadischer Squashspieler.

## Karriere
Jamie Hickox, der die kanadische und britische Staatsbürgerschaft besitzt, war von 1982 bis 1997 auf der PSA World Tour aktiv. In dieser Zeit gewann er einen Titel auf der Tour. Seine höchste Platzierung in der Weltrangliste erreichte er mit Rang 17 im August 1987.
Mit der englischen Nationalmannschaft nahm er 1985 an der Weltmeisterschaft teil und wurde mit ihr 1987 Europameister. 1993 gehörte er zum kanadischen Kader bei der Weltmeisterschaft. Von 1983 bis 1990 stand er achtmal in Folge im Hauptfeld der Einzelweltmeisterschaft. 1984, 1987 und 1990 erreichte er das Achtelfinale. 1986 wurde er kanadischer Meister.
Schon während seiner Karriere als Spieler begann er eine Trainerlaufbahn. Von 1993 bis 1997 und nochmals von 2006 bis 2010 war er Trainer der malaysischen Nationalmannschaft. Dazwischen war er als Direktor bei einem Squashclub in den Vereinigten Staaten tätig. Von September 2011 bis August 2017 arbeitete er beim kanadischen Squashverband als Performance Director.
Er ist verheiratet und hat drei Kinder.

## Erfolge
- Europameister mit der englischen Mannschaft: 1987
- Gewonnene PSA-Titel: 1
- Kanadischer Meister: 1986